# ウォリアー (空母)
ウォリアー (HMS Warrior, R31) はイギリス海軍のコロッサス級航空母艦の10番艦。ハーランド＆ヴォルフ社（ベルファスト）にて建造された。

## 艦歴

### カナダ海軍へ貸与
完成した時にはすでに第二次世界大戦は終わっていたため、1946年3月14日"HMS ウォリアー"はカナダ海軍へ貸与され、"HMCS ウォリアー"となった。しかしここで問題が持ち上がった。
もともとイギリス海軍は第二次世界大戦中、この空母をインド洋海域に派遣するつもりだった。そのため建造時間を短縮しようと、インド洋の温暖な気候では不要と思われる暖房装置のいくつかを省略して完成した。しかし、暖房装置なしの艦はカナダ東岸の極寒の北大西洋では使い物にならず、最初の冬は寒さと氷を避けて西海岸に避難する羽目になる始末で、カナダ海軍はこの艦を運用不適と見なした。
カナダ海軍とイギリス海軍は協議の結果、後付でこの艦に暖房装置を付加するよりは、より適切な設備を備えた航空母艦であるマグニフィセントと交代する方がより効率的であると結論づけた。そしてマグニフィセントと入れ替わりにウォリアーは1948年3月23日にイギリスに返却された。

### 返却後
その後、デヴォンポートにてゴム層による軟質飛行甲板を装備され、着陸脚なしでの艦載機着艦実験を行った。シー・バンパイアがこの実験のために用意され、実験は成功したが、この緊急着艦装置が実際に運用されることはなかった。
イギリス海軍における航空母艦としての命脈は短く、1949年の9月には予備役に編入された。しかしすぐに兵員・航空機輸送艦として1950年6月より再就役し、朝鮮戦争においてイギリス軍を支援した。
この艦は1952年から1953年にかけてデヴォンポート造船所において改修を受け、短期間また任務に就いた後、1954年12月14日に再度改修に入った。この改修において、試験的にほんの少しだけ角度を付けたアングルド・デッキを装備している。
1957年5月15日にはマルデン島に赴き、イギリス最初の水爆実験であるグラップル作戦(Operation Grapple)に参加した。
1950年代末には旧式化することを考慮に入れ、イギリス海軍は1958年2月にウォリアーを退役させ、売りに出した。1958年、アルゼンチンへ売却されインデペンデンシア(Independencia)と改名された。
1971年にスクラップとなった。